# Hynobius guabangshanensis
La salamandra Guabang Shan (Hynobius guabangshanensis) es una especie de anfibio caudado de la familia Hynobiidae. Similar a una lagartija con piel brillante. Es endémica del China. Su hábitat natural son los bosques templados, lugares de clima húmedo, los ríos y marismas. Está considerada en peligro de extinción por la pérdida de hábitat.